# 세인트헬렌스 도시 자치구

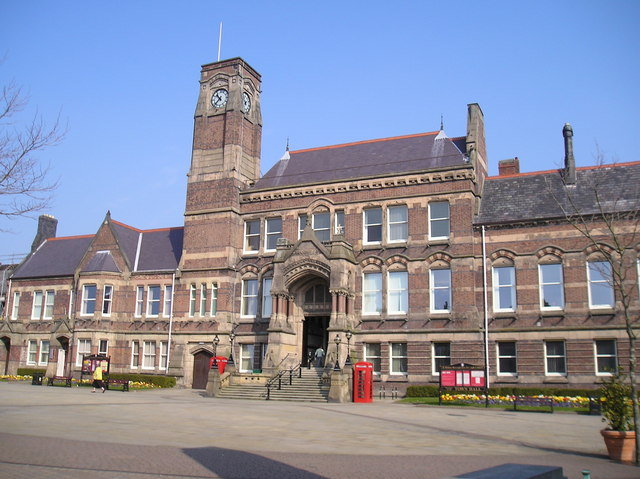
세인트헬렌스 시청

세인트헬렌스 도시 자치구의 위치

세인트헬렌스 도시 자치구(영어: Metropolitan Borough of St Helens)는 잉글랜드 머지사이드주에 위치한 도시 자치구로 중심 도시는 세인트헬렌스이며 인구는 177,188명(2014년 기준)이다.

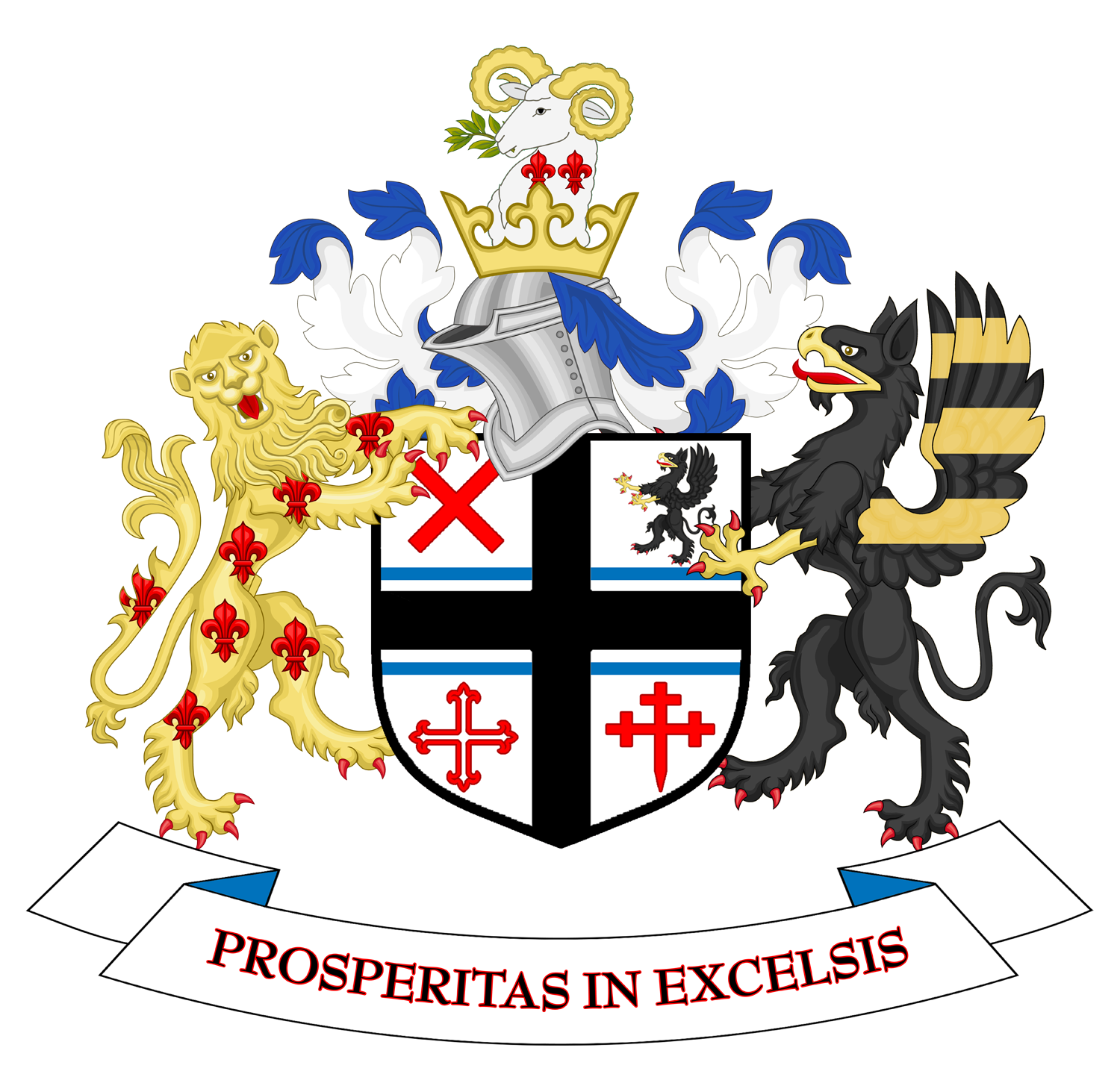
시 문장